# Košťany
Košťany (in tedesco Kosten) è una città della Repubblica Ceca facente parte del distretto di Teplice, nella regione di Ústí nad Labem.